# Ночи в Балигране
«Ночи в Балигране» (англ. «Nights in Ballygran») — пятый эпизод первого сезона телесериала канала HBO «Подпольная империя», премьера которого состоялась 17 октября 2010 года. Сценарий написал соисполнительный продюсер Говард Кордер, а режиссёром стал Алан Тейлор. «Ночи в Балигране» получил положительные отзывы от критиков.
Действие эпизода происходит во время Дня святого Патрика и эпизод прогрессирует отношения между Наки и Маргарет.
Название взято из строки ирландской народной песни, «Carrickfergus».

## Сюжет
Маргарет просыпается и обнаруживает людей босса Джеймса Нири, разгружающих пивные бочки в гараж за её домом. Она встречается с Наки по дороге на работу, но он разочаровывает её внезапной отстранённостью. После обсуждения гаража на заседании в Лиги трезвости, Маргарет и коллеге удаётся встретиться с Наки, который обещает принять меры, но ничего не делает. Маргарет снова видит этой ночью поставки; отшитая Нири и проигнорированная Томпсоном, она сообщает Ван Алдену о гараже Нири. Агент изначально отвергает операцию, как одну из сотен в городе, но она ловит его интерес, упомянув, что Нири работает на Наки Томпсона.
Когда Наки и Илай готовятся к празднованию Дня святого Патрика, Илай упоминает его предстоящую предвыборную кампанию и добивается «сказать несколько слов» за Кельтским ужином, собранием местных ирландских воротил. Наки скептически относится к попыткам Илая улучшить публичную речь, но неохотно выступает. Местные гномы, которые работают на боксёрском ринге, были наняты, чтобы одеться лепреконами за Ужином. Когда они жалуются на унижающий концерт, их лидер Карл обещает, что Наки заплатит им вдвойне.
В Чикаго, Джимми заботится о Перл после нападения на неё, но она продолжает впадать в депрессию и становится зависимой от лауданума. Джонни Торрио приказывает выселить её, потому что её шрам на лице мешает ей работать проституткой. Джимми предлагает заплатить, чтобы хранить её, но понимает, он не может себе этого позволить. Перл, кажется, понимает своё затруднительное положение: позже, ночью, она пьяно красуется своим лицом в гостиной и, после прощального поцелуя с Джимми, наконец-то стреляет в себя, пока он моется. Впоследствии, Джимми посещает бордель в Чайнатауне.
Наки встречается со своими боссами, которые с нетерпением ждут большой прибыли от продажи выпивки на День святого Патрика. Наки шутит по поводу предстоящей речи Илая за Кельтским ужином, на потеху всем, но обиженному Илаю. Карл приходит, чтобы увидеть Наки, который подкупает Карла для продаже других гномов по гораздо меньшей цене.
В Нью-Йорке, Арнольд Ротштейн читает статью в газете о скандале Блэк Сокс и говорит своему адвокату, что он волнуется, что его причастие станет известным.
В квартире Дармоди, Джиллиан предлагает, чтобы Анджела перестала ждать Джимми и начать всё сначала с другим мужчиной, даже предлагая, что она сама вырастит сына Джимми. Анджела злобно отклоняет её предложение и уходит, чтобы встретиться с «другом», который, позже выясняется, живёт в фотостудии на променаде.
За Кельтским ужином, речь Илая терпит фиаско, воспламеняя фракционные споры и вынуждая Наки заступиться. Илай выпивает и раскрывает своё негодование по поводу лёгкого шарма и дипломатического мастерства своего брата. Ван Алден, действуя от информации Маргарет, устраивает рейд на ужин, арестовывает Джеймса Нири на глазах у Наки, и прикрывает событие. Наки видит Маргарет с Лигой трезвости, аплодирующих на рейде, и осознаёт, что она натворила. Позже той ночью, он без предупреждения навещает Маргарет. Пара резко обнимается и начинает физические отношения.

## Реакция

### Реакция критиков
IGN сказал, что эпизод «выдающийся» и дал эпизоду 9/10. Они сказали: «Для тех, кто ещё сомневается насчёт величия „Подпольной империи“, заткнитесь и смотрите пятый эпизод, „Ночи в Балигране“. Эпизод включает пока что сильнейшие взаимодействия персонажей, когда роль Маргарет в Лиге трезвости угрожает как политическим, так и преступным организациям Наки, когда федеральный агент Ван Алден прикладывает давление к обоим.» "Чем больше шоу, как это, делают сложнее для основных персонажей сделать правильную вещь — тем дальше они получают от того, что является правильным — это когда телевидение приближается к становлению великим. С «Ночами в Балигране», «Подпольная империя» толкает прошлое величие и ставит курс на ориентир."

### Рейтинги
Эпизод посмотрели 2.850 миллионов зрителей.